# Atmosfera

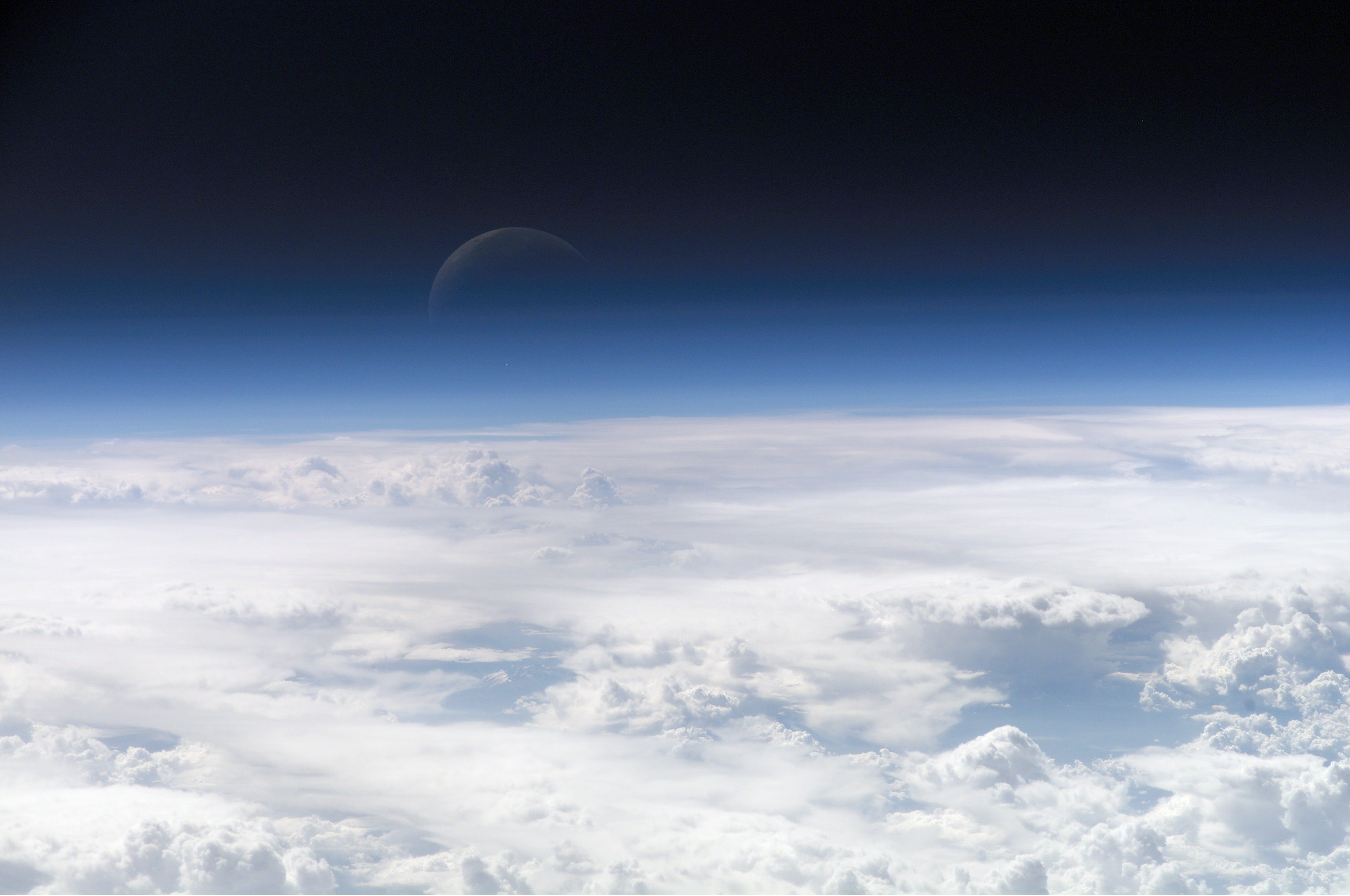
Górne warstwy atmosfery Ziemi; w tle widoczny zdeformowany przez ugięcie światła obraz Księżyca

Atmosfera – gazowa powłoka otaczająca ciało niebieskie o masie wystarczającej do utrzymywania warstwy gazów w wyniku działania grawitacji. Atmosfery znajdują się na planetach typu ziemskiego i największych księżycach planet; w przypadku planet olbrzymów takich jak Jowisz oraz gwiazd (por. atmosfera słoneczna) terminem atmosfery określa się tylko zewnętrzne (przezroczyste) warstwy gazowej powłoki, z których promieniowanie dociera bezpośrednio do obserwatora. W atmosferze można wyróżnić planetarną warstwę graniczną oraz warstwę dobrze wymieszaną.

## Warunki pozwalające na istnienie
Aby gazy znajdujące się w pobliżu ciała niebieskiego tworzyły jego atmosferę, średnie prędkości ruchów termicznych cząsteczek gazu nie mogą przekraczać prędkości ucieczki. Oznacza to, że do istnienia atmosfery potrzebna jest dostatecznie duża masa ciała (np. planetoidy nie mają atmosfer), ale także to, że w niższej temperaturze (w większej odległości od gwiazdy) masa potrzebna do utrzymania atmosfery jest mniejsza – np. Tytan (księżyc) i Pluton (planeta karłowata) mogą utrzymać atmosfery dzięki znacznej odległości od Słońca i niskim temperaturom.

## Atmosfera a warunki na powierzchni ciała niebieskiego
Obecność atmosfery ma istotny wpływ na temperaturę powierzchni planety. Dzięki efektowi cieplarnianemu powierzchnia osiąga wyższą temperaturę, niż wynikałoby to tylko z nasłonecznienia; zmniejszają się także różnice temperatur między stroną dzienną i nocną. Atmosfera nie dopuszcza również do powierzchni części widma promieniowania elektromagnetycznego.
W bardziej rozwiniętych atmosferach planet i księżyców zachodzą złożone procesy, określane zbiorczo jako zjawiska atmosferyczne. Należą do nich procesy związane z obiegiem cieczy na powierzchni, zjawiska optyczne i wyładowania atmosferyczne.

## Atmosfera Ziemi
Atmosfera Ziemi jest najlepiej poznaną spośród atmosfer ciał niebieskich Układu Słonecznego. Składa się ona z mieszaniny gazów zwanej powietrzem, której głównymi składnikami są azot (78,084% objętości powietrza), tlen (20,946%) i argon (0,934%). Masa gazów atmosferycznych wynosi 5,29 · 1018 kg. Ma ona złożoną budowę pionową, w której wyróżnia się szereg stref o zróżnicowanej temperaturze, składzie chemicznym i stopniu jonizacji cząsteczek. Mieszanie się powietrza powoduje, że między tymi strefami nie można wyznaczyć wyraźnych liniowych granic.
W najniższej warstwie atmosfery Ziemi – troposferze – zachodzą wszystkie zjawiska pogodowe oraz cały obieg wody w przyrodzie. Występuje w niej para wodna, która skraplając się, tworzy chmury.

## Atmosfery innych ciał Układu Słonecznego

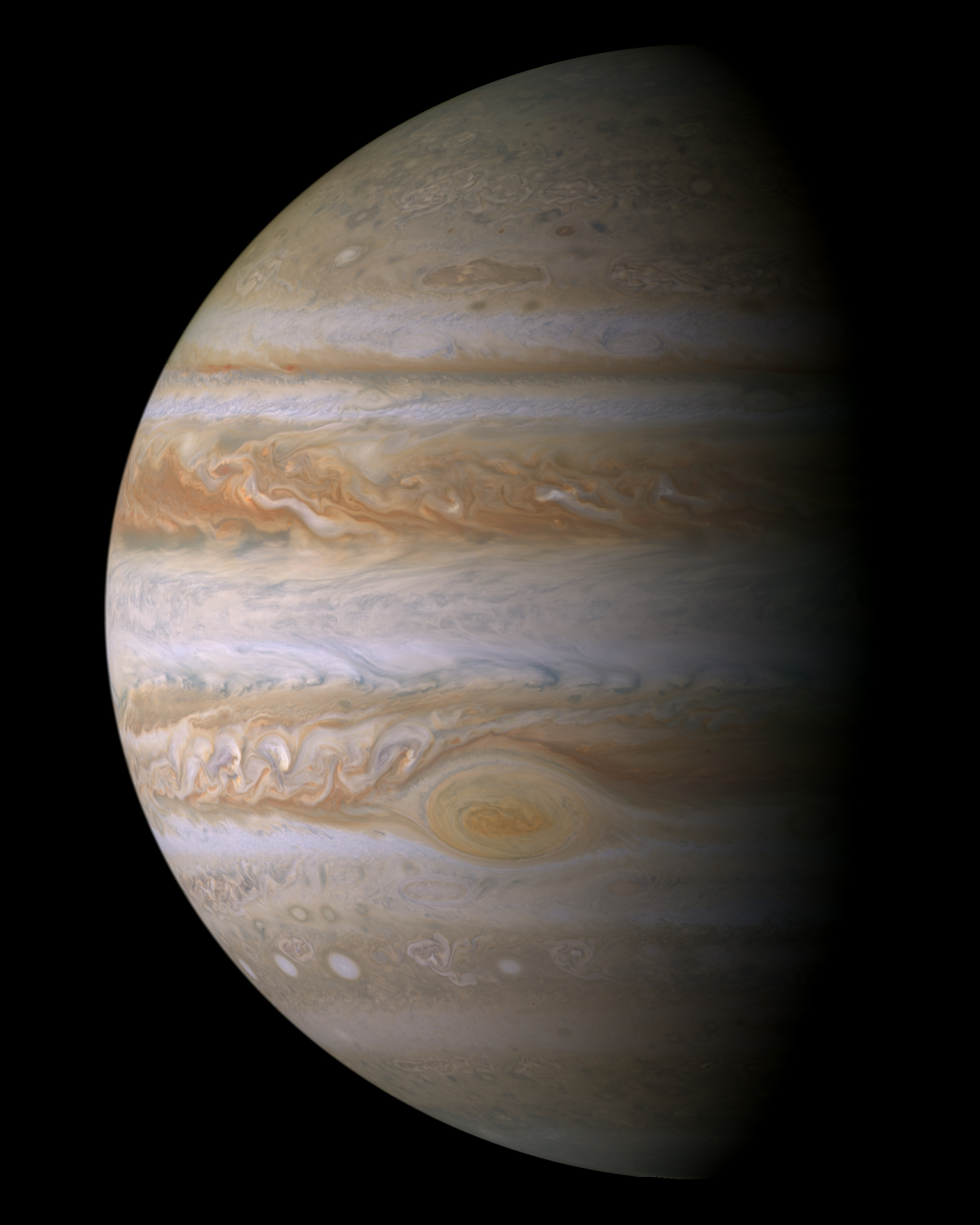
Obraz atmosfery Jowisza otrzymany przez sondę Cassini, ukazuje liczne pasma chmur.

Poniższa tabela zawiera podstawowe dane dotyczące atmosfer wszystkich planet i wybranych księżyców w Układzie Słonecznym. Planety olbrzymy nie mają stałej powierzchni i trudno jest je porównywać z mniejszymi ciałami. Temperatura i ciśnienie wzrastają stopniowo w głąb takiej planety; podana wartość odpowiada temperaturze na poziomie, gdzie ciśnienie ma wartość 1 bara.
| Nazwa   | Ciśnienie Pa | Temperatura powierzchni [°C] | Skład                | Uwagi |
| ------- | ------------ | ---------------------------- | -------------------- | --- |
| Merkury | 10−10        | −170 do +430                 | ślady O, Na, H2 i He | Znikoma otoczka gazowa, tworzona głównie przez wiatr słoneczny; takie ciśnienie odpowiada próżni bardzo wysokiej (UHV)   |
| Wenus   | 9,0×106      | +460                         | CO2, N2              | Bardzo gęsta, nieprzezroczysta dla światła widzialnego                                                                   |
| Ziemia  | 1,0×105      | −89 do +58                   | N2, O2, Ar           | Gęsta atmosfera, w której zachodzą skomplikowane zjawiska, m.in. obieg wody                                              |
| Mars    | 610          | −87 do −5                    | CO2, N2              | Cienka atmosfera, w której pojawiają się burze piaskowe o globalnym zasięgu                                              |
| Jowisz  | –            | −108                         | H2, He               | Burzliwa atmosfera ze skomplikowanym układem chmur, wiatrów i stałych układów burzowych takich jak Wielka Czerwona Plama |
| Saturn  | –            | −140                         | H2, He               | Burzliwa atmosfera, choć zwykle bez widocznych układów burzowych                                                         |
| Tytan   | 1,5×105      | −180                         | N2, CH4              | Gęsta atmosfera, w której zachodzą skomplikowane zjawiska, m.in. obieg metanu                                            |
| Uran    | –            | −197                         | H2, He, CH4          | Burzliwa atmosfera, jednak brak wyraźnych szczegółów                                                                     |
| Neptun  | –            | −201                         | H2, He, CH4          | Burzliwa atmosfera z pojawiającymi się układami burzowymi takimi jak Wielka Ciemna Plama                                 |
| Tryton  | 1,5          | −235                         | N2, CH4              | Nikła atmosfera, tworzona głównie przez sublimujący azot                                                                 |

Niektóre księżyce w Układzie Słonecznym, w szczególności księżyce galileuszowe Jowisza oraz ziemski Księżyc również mają śladowe ilości gazów przy powierzchni tworzące egzosferę, tak jak planeta Merkury. We wszystkich tych przypadkach ciśnienie ich otoczek gazowych jest na tyle niskie, że panujące tam warunki można określić technicznie jako próżnię bardzo wysoką (UHV), ekstremalnie wysoką (XHV) lub odpowiada ono ciśnieniu w przestrzeni kosmicznej. Enceladus, księżyc Saturna, wykazuje aktywność powierzchniową (kriowulkanizm), która powoduje pojawianie się lokalnie warstwy gazów ponad powierzchnią, ale jako całość jest pozbawiony atmosfery.